# Комп (гміна Ґіжицько)
Комп (пол. Kąp, нім. Kampen) — село в Польщі, у гміні Ґіжицько Гіжицького повіту Вармінсько-Мазурського воєводства.
Населення — 112 осіб (2011).
У 1975-1998 роках село належало до Сувальського воєводства.

## Демографія
Демографічна структура станом на 31 березня 2011 року:
|          | Загалом | Допрацездатний вік | Працездатний вік | Постпрацездатний вік |
| -------- | ------- | ------------------ | ---------------- | -------------------- |
| Чоловіки | 58      | 12                 | 43               | 3                    |
| Жінки    | 54      | 12                 | 31               | 11                   |
| Разом    | 112     | 24                 | 74               | 14                   |